# Acrocercops arbutella
Acrocercops arbutella är en fjärilsart som beskrevs av Braun 1925. Acrocercops arbutella ingår i släktet Acrocercops och familjen styltmalar. Inga underarter finns listade i Catalogue of Life.